# Tunanlegg
Tunanlegg sind frühgeschichtliche Siedlungen, die in dieser Form nur aus küstennahen Standorten in Norwegen bekannt sind. Es gibt Konzentrationen in der Küstenlandschaft Jæren und in der Meeresbucht Vestfjord. Aber auch die in der Fjordlandschaft verstreuten Anlagen sind mit der Küste verbunden. Tunanlegg (sinngemäß übersetzt: Hofanlage) sind auch als kretstun, ringtun oder ringtun-anlegg bekannt.

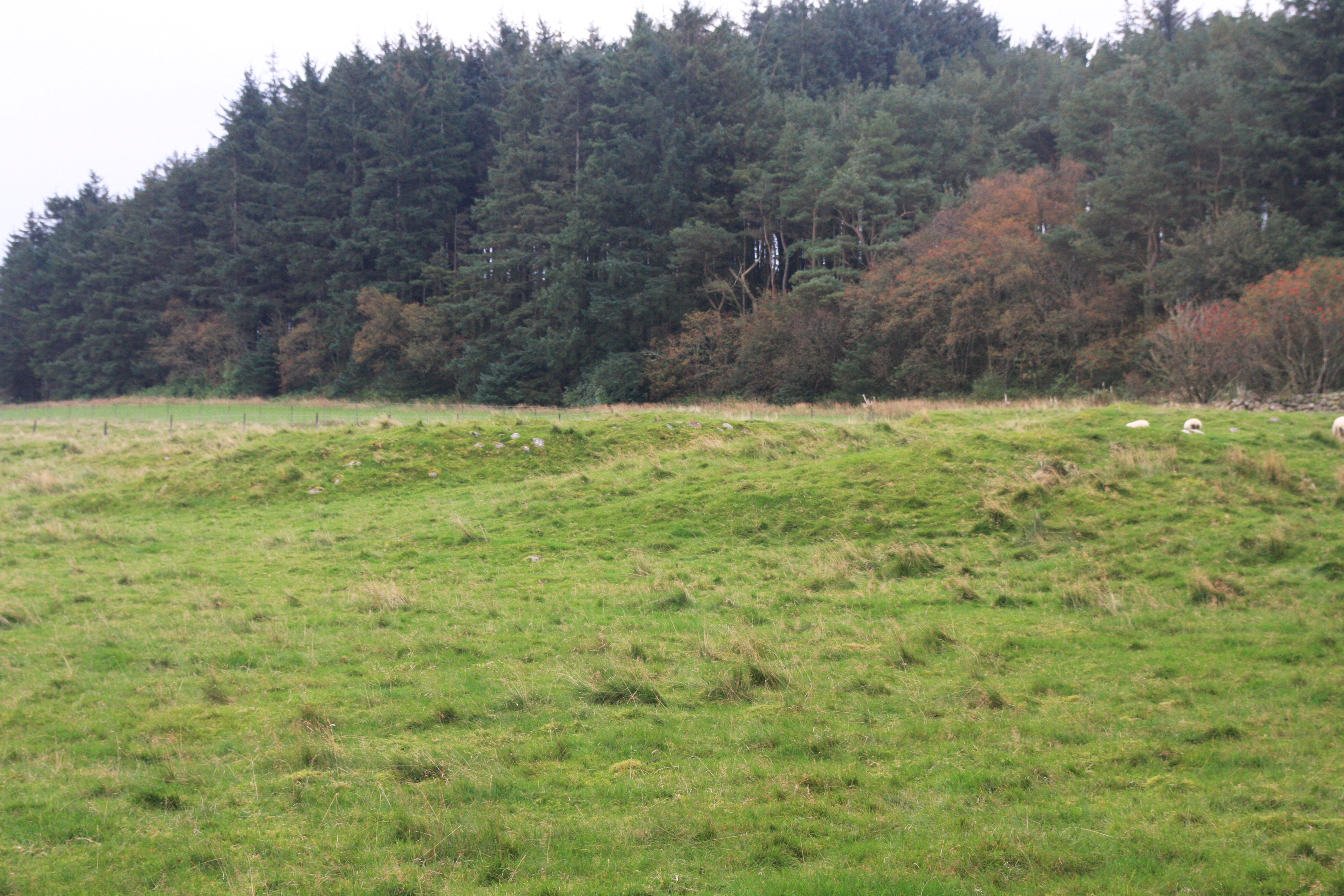
Klauhauane, runde Tunanlegg in Hå

## Merkmale der Anlagen

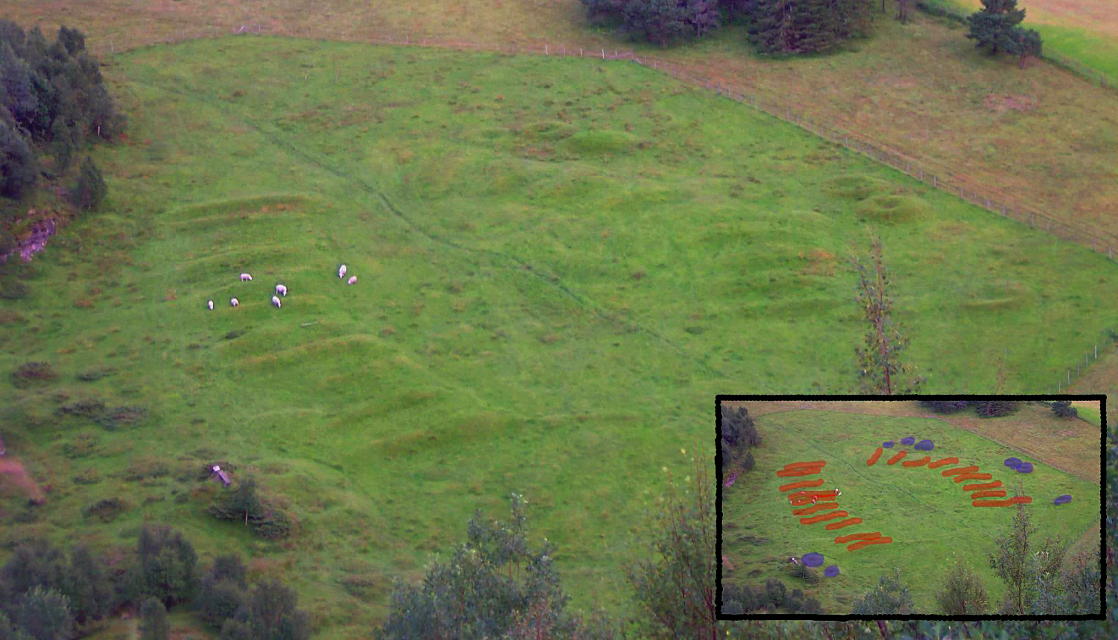
Luftbild von den Bodenresten des Vollmoanlegget von Steigen – im Bildausschnitt die rekonstruierten Gebäudegrundrisse

Bisher sind 25 dieser Anlagen bekannt, die in gewisser Weise an schwedische Fornborgar erinnern. Die zunächst auf 300 bis 600 n. Chr. datierten Anlagen bestehen aus bis zu 20 Gebäuden von maximal 16 Metern Länge und 4,3 Metern Breite, die eng, radial um einen runden oder ovalen Platz angeordnet sind. Der Eingang der Gebäude liegt dem Platz zugewandt. Wenige Tunanlegg umschließen den Platz vollständig. Viele haben Gebäudezeilen, so dass der innere Raum zu einer oder zwei Seiten offen ist. Bis in die 1930er Jahre wurden die länglichen Wälle im Gelände noch als Grabhügel wahrgenommen. Es handelt sich jedoch um die eingestürzten Mauern der rechteckigen Häuser.
Es gibt Häufungen solcher Anlagen im äußersten Norden und im Südwesten Norwegens. Früher wurden die südwestnorwegischen Anlagen in die frühe Eisenzeit und die nördlichen später, bis in die Wikingerzeit datiert. Eine Interpretation war, dass die südwestlichen Anlagen in Jæren und Ryfylke Militärlager waren. Eine rezent durchgeführte Untersuchung der Anlage auf Ase in Andøy hat ein Datum von 200 bis nach 800 n. Chr. geliefert. Damit haben die südwestnorwegischen Anlagen eine längere Lebensdauer als angenommen. Die Datierung kann auch durch die Keramik vorgenommen werden, von der zahlreiche Bruchstücke in den südwestlichen Anlagen gefunden wurden. In den nördlichen  Anlagen sind viel weniger Bruchstücke zu finden.

## Bøanlegg und Vollmoanlegget in Steigen

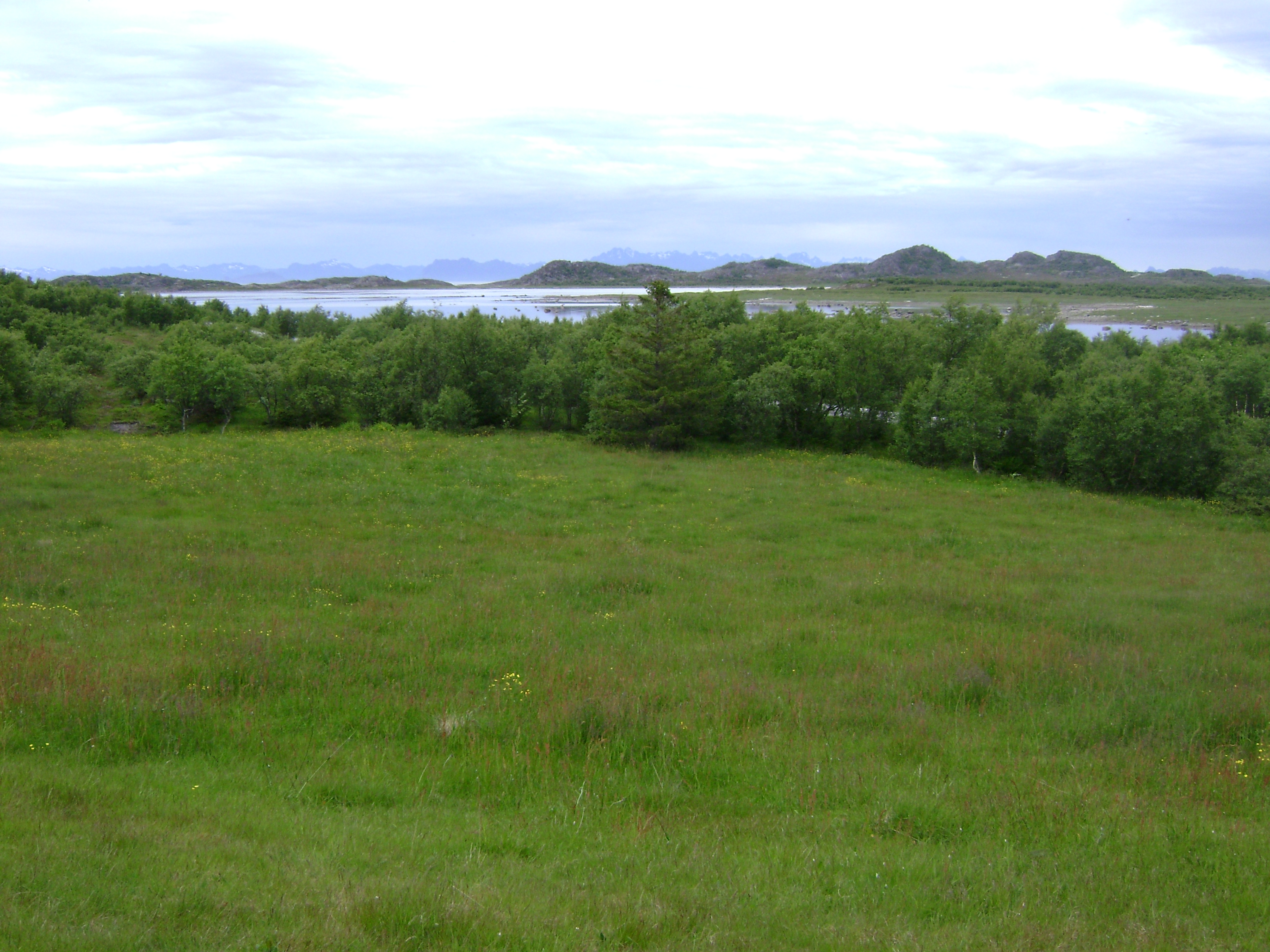
Gelände des Vollmoanlegget von Steigen

Die Siedlung Bøanlegg in Steigen wurde wahrscheinlich zwischen 300 und 400 n. Chr. errichtet. Povl Simonsen von der Universität Tromsö erkannte in der Anlage 12 etwa 8,5 Meter lange und 2,5 Meter breite Gebäude. In der Nähe wurden ein Frauengrab und ein reich ausgestattetes Kriegergrab gefunden. Es enthielt ein Eisenschwert, zwei eiserne Pfeilspitzen, Reste eines Schildes aus Holz, Eisen und Bronze, einen goldenen Fingerring und einen Ledergürtel mit Messingbeschlägen. Die Anlage liegt heute teilweise unter einer asphaltierten Straße.
Im Jahr 1926 wurde vom Amateurarchäologen Edvard Havnø die Siedlung Vollmoanlegget entdeckt. Hier kann man Kochstellen und die Überreste von 16 Langhäusern erkennen, die zusammen etwa 600 Personen Platz boten. Die Häuser sind 10 bis 16 Meter lang und 4,3 Meter breit und somit viel größer als in der Bøanlegg. Die Häuser waren gegenüberliegend in zwei gebogenen Reihen platziert.

## Nutzung
Die in den Küstengebieten Norwegens liegenden Tunanlegg sind in mehreren Publikationen diskutiert worden. Es gibt verschiedene Theorien darüber, wie sie genutzt wurden. Für den Archäologen Gutorm Gjessing war es offensichtlich, dass ein Tunanlegg mehrmals im Jahr als vorübergehender Aufenthalt für Opferfeste diente. Es gibt keine Spuren von Landwirtschaft oder Tierhaltung im Umfeld der Anlagen und keine Fortifikationen.
Bisher ist es keinem der Autoren gelungen, seine Interpretation zu stützen. Auf der Grundlage von nordnorwegischen Gerichtsstandorten und Vergleichen mit isländischen wurde bereits 1866 die Vermutung aufgestellt, dass die Plätze Thingstätten darstellten.